# Zhang Hui (basket-ball)
Pour les articles homonymes, voir Zhang Hui.
Zhang Hui (en chinois : 张惠), née le 29 septembre 1959 dans la province du Jiangsu est une joueuse chinoise de basket-ball.

## Carrière
Zhang Hui est sélectionnée en équipe de Chine pour les Jeux olympiques d'été de 1984. Elle joue trois rencontres, dont le match pour la médaille de bronze remporté face au Canada.